# Reálný socialismus

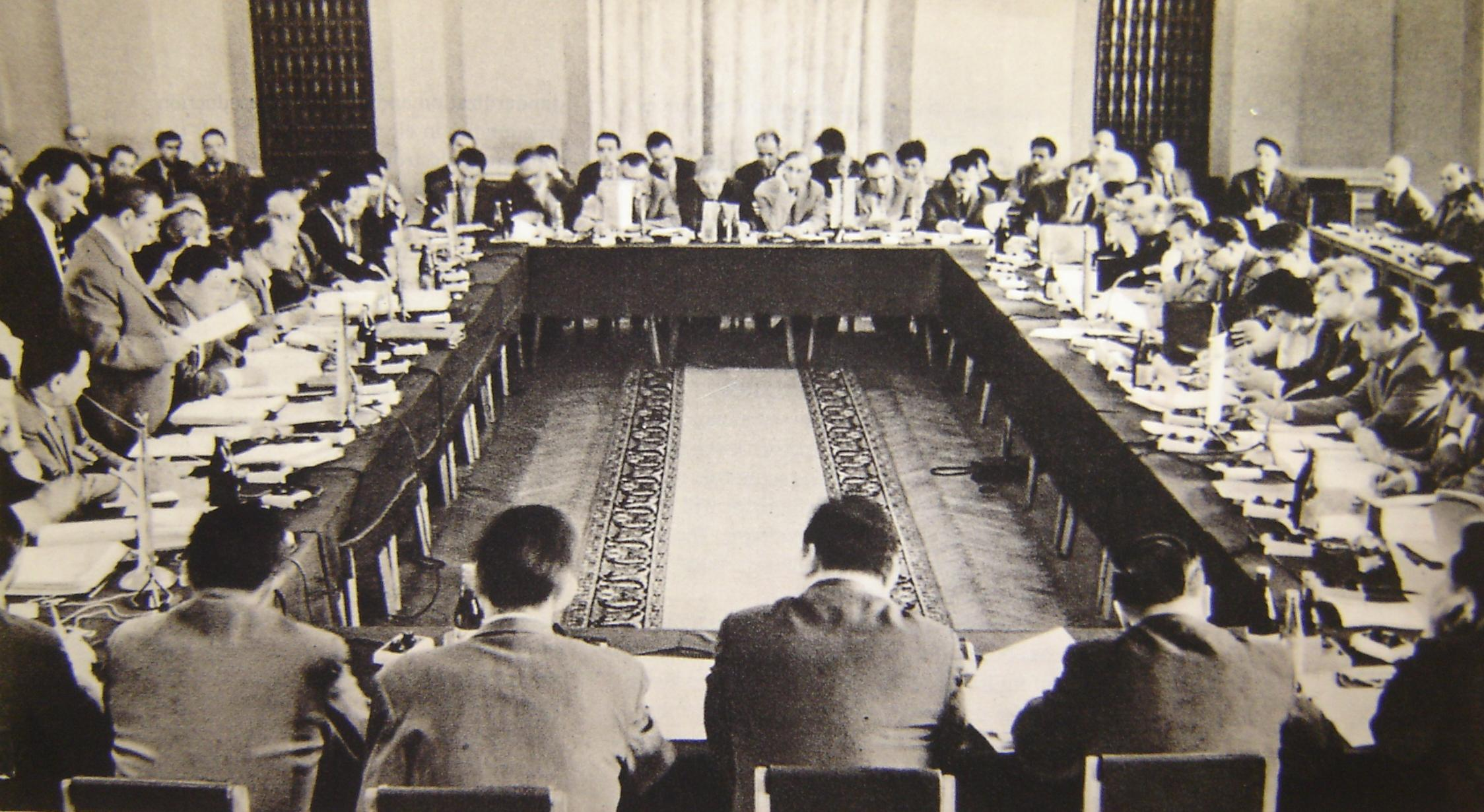
Zasedání výkonného výboru RVHP (Rady vzájemné hospodářské pomoci) v roce 1964.

Reálný socialismus byl politický a ekonomický režim států řízených leninistickými komunistickými stranami, tedy Sovětského svazu a jeho satelitů. Termín se používal pro odlišení fakticky existujících režimů od ideálního socialismu teoretiků či od západoevropské socialistické tradice.